# Daniel Finch, VII conte di Winchilsea
Daniel Finch, VII conte di Winchilsea (Londra, 2 luglio 1647 – Burley, 1º gennaio 1730), è stato un politico inglese.

## Biografia
Era il figlio di Heneage Finch, I conte di Nottingham, e di sua moglie, Elizabeth Harvey, figlia di Daniel Harvey. Studiò alla Westminster School e alla Christ Church di Oxford. Dal 1665 al 1668 intraprese un Grand Tour, visitando Francoforte sul Meno, Monaco, Venezia, Firenze, Napoli, Roma e Parigi. Nel 1679 rappresentò Lichfield.
Durante il regno di Giacomo II si tenne lontano dalla corte. Ha rifiutato la carica di Lord cancelliere sotto Guglielmo III e Maria, ma accettò la carica di Segretario di Stato, carica che mantenne fino al dicembre 1693. Andò in pensione nel 1704. Durante il regno di Giorgio I, fu nominato Lord Presidente del Consiglio, ma nel 1716 si ritirò dalla carica. Nel 1729 successe al padre.

## Matrimoni

### Primo Matrimonio
Sposò, il 16 giugno 1674, Lady Essex Rich (1652-1678), figlia di Robert Rich, III conte di Warwick e Anne Cheeke. Ebbero una figlia:
- Lady Mary (18 maggio 1677-21 settembre 1718), sposò in prime nozze William Savile, II marchese di Halifax ed ebbero due figlie, sposò in seconde nozze John Ker, I duca di Edimburgo ed ebbero un figlio;

### Secondo Matrimonio

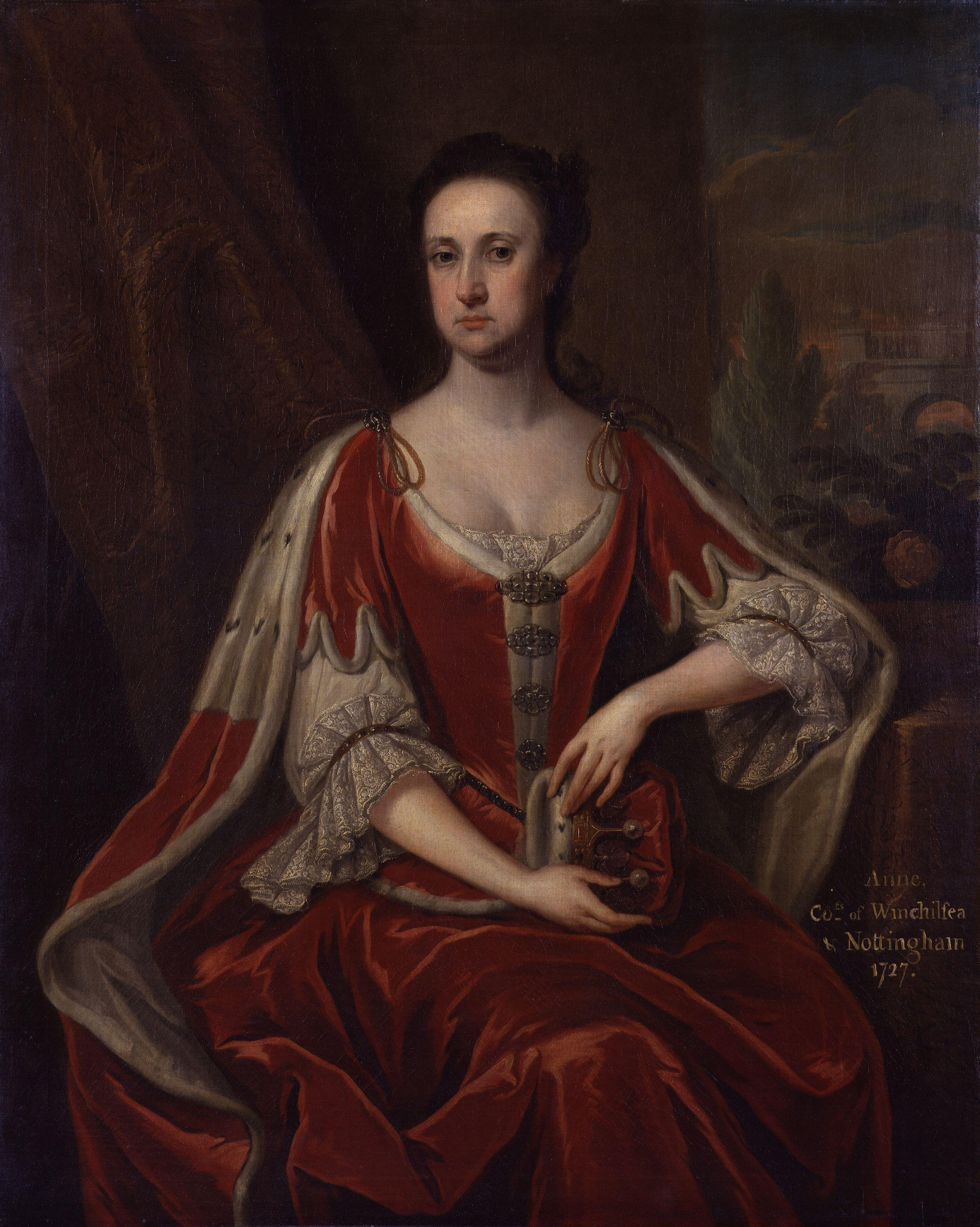
Ritratto di Anna Hatton, di Jonathan Richardson, 1726.

Sposò, il 29 dicembre 1685, Anne Hatton (?-26 settembre 1743), figlia di Christopher Hatton, I visconte Hatton. Ebbero dieci figli:
- Daniel Finch, VIII conte di Winchilsea (24 maggio 1689-2 August 1769);
- Lord Henry Finch;
- Lord Edward Finch (1697-16 maggio 1771), sposò Elizabeth Palmer, ebbero tre figli;
- Lady Essex Finch (?-23 maggio 1721), sposò Sir Roger Mostyn, III Baronetto, ebbero tre figli;
- Lady Mary Finch (1701-30 maggio 1761), sposò Thomas Watson-Wentworth, I marchese di Rockingham, ebbero cinque figli;
- Lady Henrietta Finch (1705-14 aprile 1742), sposò William Fitzroy, III duca di Cleveland, non ebbero figli;
- Lady Charlotte Finch (1711-21 gennaio 1773), sposò Charles Seymour, VI duca di Somerset, ebbero due figlie;
- Lady Elizabeth Finch (1723-10 aprile 1784), sposò William Murray, I conte di Mansfield, non ebbero figli;
- Lord William Finch (1731-1766);
- Lord John Finch (1743-1763).

## Morte
Morì il 1º gennaio 1730, a Burley.